# 博布羅伊德
博布羅伊德（羅馬化：Bobroidy）是烏克蘭西部利維夫州利維夫區多布羅辛-馬海里夫市鎮的村莊。該村面積15.89平方公里，海拔高度221米，2001年人口557，當中全部居民的母語均為烏克蘭語，人口密度每平方公里35.05人。